# Ramularia scrophulariae
Ramularia scrophulariae är en svampart som beskrevs av Fautrey & Roum. 1891. Ramularia scrophulariae ingår i släktet Ramularia och familjen Mycosphaerellaceae.   Inga underarter finns listade i Catalogue of Life.